# Wysockoje (Kraj Stawropolski)
Wysockoje (ros. Высоцкое) – wieś w Rosji, w Kraju Stawropolskim, w rejonie pietrowskim. W 2010 liczyła 2577 mieszkańców.